# NGC 2281
NGC 2281 је расејано звездано јато у сазвежђу Кочијаш које се налази на NGC листи објеката дубоког неба.
Деклинација објекта је + 41° 4' 44" а ректасцензија 6h 48m 17,8s. Привидна величина (магнитуда) објекта NGC 2281 износи 5,4. NGC 2281 је још познат и под ознакама OCL 446.